# Shiwiar
Els shiwiar són un poble indígena americà, que parlen una llengua jivaroana, que està situat a l'Equador, en el sud-est de la província de Pastaza, cantó Pastaza i parròquia Río Corrientes. Els shiwiar han estat els habitants tradicionals dels territoris situats en la conca alta del riu Corrientes i la conca alta del Riu Tigre. El vocable shiwiar té més d'un significat depenent del seu context sent el significat bàsic 'home'.
Al Perú habiten en els districtes de Pastaza, Morona, Trompeteros i el Tigre de les províncies Alt Amazones i Loreto.

## Idioma
La llengua principal és el shiwiar chicham (= 'llengua shiwiar') o achuar, que està emparentada amb altres llengües com el shuar. Les generacions més joves actualment són sovint trilingües, i usen el shiwiar chicham, el kichwa i el castellà.

## Religió
Segons les pràctiques shiwiar els esperits es troben a tot arreu, al bosc, als rius i llacunes, etc. Cada aspecte de la vida shiwiar té el seu propi esperit i ells li canten a cadascun. Amb aquests cants els shiwiar enforteixen la seva relació amb els esperits i garanteixen una bona vida per a les seves famílies.
Arutam és l'esperit suprem dels shiwiar. Viu en la selva i pot concedir uns certs poders o favors a la gent. Amasáng és l'amo dels animals. A ell se li pot demanar per mitjà de cants una millor sort en la caça. En l'aigua viu Tsungui, que és l'amo de tots els animals que viuen en els rius i les llacunes. Els shiwiar li demanen pesca abundant per mitjà dels seus cants tradicionals.
Els xamans wishin són homes que mantenen gran contacte amb el món invisible. Aquest contacte l'aconsegueixen mitjançant una sèrie de rituals en els quals prenen algunes plantes al·lucinògenes, com l'ayahuasca i la brugmansia. Ells posseeixen la capacitat d'interpretar els senyals que apareixen en els seus somnis. Després de realitzar un els seus rituals els xamans han de dejunar per uns dies i guardar abstinència sexual.

## Anècdotes
En 2012 el programa espanyol Perdidos en la tribu del canal Cuatro va seleccionar aquest grup per realitzar la seva tercera temporada a l'Equador.